# Günther Schwägermann
Günther August Wilhelm Schwägermann (Uelzen, 24 luglio 1915 – ...) è stato un militare tedesco che servì come aiutante di Joseph Goebbels durante la seconda guerra mondiale.

## Biografia
Nato a Uelzen, Schwägermann frequentò solo il liceo e l'8 aprile 1937 si unì alla 1. SS-Panzerdivision "Leibstandarte SS Adolf Hitler". Fu mandato alla SS-Junkerschule Bad Tölz per l'addestramento da ufficiale, frequentando dall'ottobre 1938 fino al settembre 1939. Successivamente servì nella 4. SS-Polizei-Panzergrenadier-Division in Italia ed in Russia. Dopo essere stato ferito sul fronte orientale, Schwägermann divenne l'aiutante del dr. Joseph Goebbels e fu promosso al grado di SS-Obersturmführer. Il 29 novembre 1944, fu ancora promosso, questa volta al grado di SS-Hauptsturmführer. Nel gennaio 1945, Goebbels mandò Schwägermann alla sua villa di Lanke, ordinandogli di portare sua moglie Magda ed i loro figli al rifugio antiaereo di Schwanenwerder.
Il 22 aprile 1945, mentre era in corso la battaglia di Berlino, Joseph Goebbels e sua moglie decisero di portare i loro figli nel Vorbunker. Schwägermann arrivò assieme a loro. Adolf Hitler si era già stabilito nel Führerbunker dal gennaio 1945. Era in quel bunker posto al di sotto del giardino della Cancelleria del Reich che Hitler e i pochi a lui ancora leali si erano stabiliti per dirigere l'ultima difesa della città.
Dal 30 aprile 1945 (data del suicidio di Hitler), l'Armata Rossa si trovava a meno di 500 metri dal bunker. Il 1 maggio 1945, Goebbels ordinò ad un dentista delle SS, Helmut Kunz, di iniettare ai suoi sei figli delle dosi di morfina per farli addormentare, così da poterli poi uccidere rompendogli delle fiale di cianuro tra i denti. Secondo la testimonianza di Kunz, lui iniettò la morfina ma furono Magda Goebbels e l'SS-Obersturmbannführer Ludwig Stumpfegger a somministrare le capsule di cianuro ai bambini.
Attorno alle 20.30, Goebbels e sua moglie lasciarono il bunker e si diressero al giardino della Cancelleria, dove si uccisero. Tuttavia ci sono diverse versioni dei fatti. Secondo una di queste versioni, Goebbels sparò a sua moglie e poi si uccise. Secondo un'altra versione entrambi addentarono delle capsule di cianuro e, immediatamente dopo, ricevettero un colpo di grazia. Schwägermann testimoniò nel 1948 che la coppia uscì assieme a lui dal bunker. Poi mentre lui attendeva nella tromba delle scale, udì il suono degli spari. Schwägermann poi salì le scale e, una volta in cima, vide i due corpi senza vita dei due. Seguendo un precedente ordine di Goebbels, Schwägermann ordinò ad un soldato delle SS di sparare cinque colpi nei corpi dei Goebbels, che non si mossero. In seguito i corpi furono cosparsi di benzina, ma i corpi rimasero solo ustionati e non bruciati come da ordini.
In uno degli ulitimi ordini di Hitler, questi diede il permesso alle rimanenti forze a Berlino di cercare di spezzare l'accerchiamento sovietico dopo la sua morte. Il generale Helmuth Weidling, comandante della difesa di Berlino, ed il SS-Brigadeführer Wilhelm Mohnke, il Kommandant del distretto governativo, escogitarono un piano per scappare da Berlino e raggiungere gli Alleati sul lato occidentale dell'Elba o l'esercito tedesco a nord. Mohnke divise i soldati ed il personale della Cancelleria del Reich e del Führerbunker in due gruppi. Schwägermann rientrò in questi gruppi il 1 maggio. Riuscì a scappare da Berlino e si diresse verso ovest ma fu arrestato e tenuto come prigioniero dagli americani dal 25 luglio 1945 sino al 24 aprile 1947. Schwägermann poi si stabilì nel nord della Germania.